# Românii din Kazahstan
Românii sunt unul dintre grupurile etnice prezente în Kazahstan, în mare majoritate urmași ai românilor deportați de autoritățile sovietice din Basarabia, Bucovina de Nord și Ținutul Herța. Conform lui Nicolae Plușkis, în Kazahstan se află oficial în jur de 40.000 de mii de români. (?) 

## Istorie
Primii români din Kazahstan au plecat din Basarabia pe vremea Imperiului țarist, fiindu-le promis pământ. Când ei au văzut că acesta nu rodea, unii s-au întors, iar alții au rămas acolo.
Mulți români basarabeni au ajuns în Kazahstanul de Nord în cadrul campaniei de desțelenire a stepelor inițiată de Nikita Hrușciov, în anii 1950.

## Demografie
Conform recensământului kazah din 1999, 0,13% din totalul populației Kazahstanului s-au declarat ca fiind moldoveni, numărul aflându-se în scădere față de recensământul sovietic din 1989, conform căruia 0,2% din populația Kazahstanului se declarau moldoveni. 
De asemenea, în Kazahstan se află în jur de 60 de persoane înregistrate ca români, aceștia fiind urmași ai foștilor prizonieri de război români.

## Sate de români
- Besarabka (azi, Saryqobda)
- Moldovanka